# Sebastiania bicalcarata
Sebastiania bicalcarata là một loài thực vật có hoa trong họ Đại kích. Loài này được (Müll.Arg.) Pax miêu tả khoa học đầu tiên năm 1912.